# 古拉沃伊鄉 (巴克烏縣)
45°23′N 26°40′E / 45.383°N 26.667°E
古拉沃伊鄉（羅馬尼亞語：Comuna Gura Văii, Bacău），是羅馬尼亞的鄉份，位於該國東北部，由巴克烏縣負責管轄，面積68平方公里，海拔高度195米，2007年人口6,183，人口密度每平方公里91人。